# Ipernity
ipernity ist eine nicht-kommerzielle Foto-Sharing-Community, die sich ohne Gewinnerzielungsabsicht ausschließlich aus Mitgliedsbeiträgen finanziert. Auf der Website der Community können Mitglieder und registrierte Gast-Nutzer digitale Inhalte wie Bilder, Videos oder Blogs langfristig teilen, öffentlich zugänglich ablegen und mit Schlagworten sowie anderen Metadaten versehen.
Die Website der Community wird oft mit Flickr verglichen. Sie hebt sich davon allerdings durch einen etwas größeren Funktionsumfang ab. Nach Ansicht des Portals Trusted.de gehört sie zu den sieben besten Photo-Sharing-Angeboten.

## Geschichte
Die beiden französischen Programmierer Christophe Ruelle und Christian Conti begannen 2005 an der Plattform zu arbeiten. Im Mai 2006 ging eine erste Alpha-Version probeweise ans Netz, im April 2007 wurde die öffentliche Beta-Phase eröffnet. Seit dem 10. Oktober 2008 steht die öffentliche API zur Verfügung. ipernity behauptete sich im Dezember 2008 bei den zweiten jährlichen Open Web Awards von Mashable als beste Foto-Sharing-Plattform. Der Name der Website setzt sich zusammen aus „IP“ und „eternity“. Am 20. Juli 2009 wurden an der Pariser Börse Unternehmensanteile im Wert von einer Million Euro an 128 Privatinvestoren verkauft. Am 9. April 2013 wurde die Betaphase von ipernity mit dem Relaunch einer neuen Website beendet, woraufhin sich das Layout dem damaligen Aussehen von Flickr weitestgehend anglich. Kurz darauf, im Mai 2013, stellte dann Flickr seinerseits das Layout um, was zu einer Bewegung vieler Flickrnutzer hin zu ipernity führte. Grund hierfür war, dass diese Nutzer das ihnen vertraute, bisherige Flickr-Layout beibehalten wollten, welches sie nunmehr bei ipernity vorfanden.

### Geplante Abschaltung der Website Ende Januar 2017
Nachdem bereits Anfang 2016 finanzielle Schwierigkeiten mitgeteilt worden waren, informierte ipernity die Nutzer am 1. Dezember 2016 darüber, die Website zum 31. Januar 2017 abschalten zu wollen. Daraufhin wurden seitens der Nutzer zahlreiche Lösungsmöglichkeiten diskutiert. Aufgrund des hohen Engagements der Nutzer wurde der Weiterbetrieb der Website seitens des Inhabers über das angekündigte Abschaltdatum hinaus verlängert, um die Prüfung verschiedener Optionen für den Fortbestand zu ermöglichen.

### Mitgliederinitiative zum Weiterbetrieb der Website
Am 10. Januar 2017 wurde die Idee geboren, dass eine Non-Profit-Organisation, der Verein Ipernity Members Association (IMA),  die Plattform weiter betreiben könnte. Diese Idee wurde am 26. Januar an die Benutzer kommuniziert. Gleichzeitig wurde eine Umfrage durchgeführt, in der die Benutzer gefragt wurden, ob sie unter den geänderten Bedingungen bleiben und ein solches Modell finanziell unterstützen würden. Die Reaktion war positiv, und eine Crowdfunding-Kampagne wurde begonnen, um die Betriebskosten für das erste Jahr unter der IMA zu sammeln. Innerhalb von 15 Tagen wurden 117 % der geplanten Mittel (25.000 $) gespendet, die für den Weiterbetrieb von Ipernity erforderlich waren. Die Ipernity Members Association (IMA) wurde am 11. März 2017 amtlich als Verein eingetragen.

### Weiterbetrieb durch die User
Danach wurde seitens der Ipernity Members Association (IMA) mit dem bisherigen Seiteninhaber ein Asset Deal ausgehandelt. Seit dem 1. September 2017 wird die Website durch die Community eigenverantwortlich betrieben.

## Verwendung
Ipernity fokussiert sich auf Fotografen, Enthusiasten, Künstler, Schriftsteller und semiprofessionelle Anwender. Die Gemeinschaft ermöglicht den Austausch von Fotos, Videos, Audiodateien und Blogs (unter Einbeziehung von Fotos und anderen Mediendateien), sowie die damit verbundene Kommunikation und ein globales Online-Publishing. Ipernity ist aufgrund der Vielzahl der Sprachen, in der die Seite betrieben wird, sowie einer eingebauten Übersetzungsfunktion eine weltweite Community. Die Nutzer kommunizieren vielfach miteinander, um sich gegenseitig Inspirationen zu verschaffen.